# Mark White
Mark Wells White, född 17 mars 1940 i Henderson, Texas, död 5 augusti 2017 i Houston, Texas, var en amerikansk demokratisk politiker. Han var guvernör i delstaten Texas 1983–1987.
White avlade 1965 juristexamen vid Baylor University och inledde sin karriär som advokat i Houston. Han var delstatens statssekreterare (Texas Secretary of State) 1973–1977 och delstatens justitieminister (Texas Attorney General) 1979–1983.
White besegrade ämbetsinnehavaren Bill Clements i guvernörsvalet 1982 med 53,2% av rösterna mot 45,9% för Clements. Industrialisten Ross Perot var en av Whites medarbetare under mandatperioden som guvernör. Republikanen Clements utmanade White på nytt i guvernörsvalet 1986 och vann med 52% mot 46% för White.